# Лютницький Антон Ульянович
Лютницький Антон Ульянович (1884, місто Томашів Люблінської губернії — 8 лютого 1942 року, місто Єлабуга Татарської АРСР) — український і російський метеоролог та етнограф, жертва політичних репресій.
Народився в міщанській родині. В 1908 році був уперше заарештований та засуджений до чотирьох місяців тюрми за агітацію проти царизму. Друкувався в газеті «Рада», зокрема на шевченкознавчу тематику.
В 1909 році у Львові побачила світ його праця про українців Холмщини і Підляшшя. У даній роботі Лютницький яскраво змалював придушення паростків національного відродження на цих територіях царським режимом.
Навесні 1909 р. Лютницький разом із дружиною та дитиною мешкав неподалік від Олександрівська (сучасне Запоріжжя). На початку квітня він, перебуваючи у вельми скрутному матеріальному становищі, запропонував свої послуги редакторові молодої газети «Запорожскій Край» (вочевидь, мова про перше періодичне видання Запоріжжя, яке з кінця лютого видавалося під назвою «Справочный листок объявлений г. Александровска»; після виходу кількох чисел назву змінив новий редактор-видавець М. П. Муравйов; газета проіснувала до 15 серпня 1909 р.), уточнивши, що хотів би отримувати мінімальну платню — 2 копійки за рядок віршів, фейлетонів і дописів із села.
Протягом квітня-травня Лютницький постачав газету матеріалами зазначеного характеру. Редактор, який позиціонував себе «оборонцем трудящих класів населення», не виплатив авторові належні гонорари в повному обсязі, заявивши, що не видаватиме більш ніж 1,5 копійки за рядок. Терміни виплати переносилися не раз: Лютницький мусив тричі приходити до редакції за 13 км пішки і йти ні з чим. На початку травня він, сподіваючись на порядність редактора, надіслав до газети два великі фейлетони. Після того, як вимагати платні до редакції прийшли представники Лютницького, редактор заявив, що приймав дописи, які були йому «цілком непотрібні», лише «з милості». Цей інцидент змусив дружину Лютницького звернутися до редактора з листом, у якому вона висловила своє обурення знущаннями з майже голодуючого публіциста і його родини. Цього листа редактор переслав Лютницькому, який у відповідь запевнив, що з дружиною є цілком солідарним, і попросив повернути рукописи та вислати належні гроші на подану адресу. Вимога залишилася без відповіді.
Згодом Лютницький був змушений виїхати до Керчі, де долучився до місцевого українського життя. Про соціальні та культурні події міста він дописував до київського щоденника «Рада». Можна припустити його авторство керченських репортажів, які не були підписані. Наприкінці червня 1909 р. в «Раді» було надруковано «Лист з-над Азовського моря» за підписом «Антін Лютниченко», в якому автор виклав свої враження від керченської природи та місцевого побуту.
На початку липня Лютницький повторно звернувся до редактора «Запорожского Края» з законними вимогами, які залишилися без відгуку. Відтак публіцист був змушений розмістити в «Раді» відкритого листа, в якому виклав суть справи та закликав редактора запорізького видання «не доводити справу до ганебного кінця» і протягом двох тижнів від публікації пожертвувати через контору «Ради» заборговані йому 6 рублів 20 копійок на збудування пам'ятника Шевченкові в Києві з зазначенням, «від кого і які ці гроші», та повернути рукописи, «якщо зосталася хоч краплина честі». На жаль, невідомо, чим завершилася ця справа.
На початку серпня 1909 р. під час заходу зі вшанування пам'яті Шевченка, організованого в Керчі товариством українських артистів під керівництвом Миколи Альбіковського, Лютницький прочитав реферат «Тарас Шевченко, його життя і значення для української літератури».
Пізніше Лютницький переїхав до Новоросійська, де почав проводити метеорологічні спостереження, став працювати метеорологом на горі Маркотх. У 1912 році він описав так звану «новоросійську бору», про нього в 1930-их роках московська газета «Известия» навіть опублікувала нарис «Человек и ветер». Мав опубліковані праці по метеорології Новоросійського краю.
Судячи з епістолярної спадщини Лютницького, він був знайомий із багатьма українськими діячами того часу — від Миколи Міхновського до Дмитра Яворницького.
В 1917—1918 роках він був членом партії есерів та членом української громади Новоросійська.
В 1937—1941 роках працював начальником Опішнянської метеорологічної станції (село Попівка) на Полтавщині. 30 червня 1941 року Лютницького було арештовано. Приводом послугував наклепницький донос співробітника цієї станції. У зв'язку з евакуацією переміщений до Татарської АРСР. Помер у слідчому ізоляторі. Уже після смерті «засуджений» рішенням Особливої наради при НКВС СРСР 2 травня 1942 року.
30 серпня 1963 року рішенням президії Полтавського обласного суду посмертно реабілітований.